# 중도민주 인터내셔널
중도민주 인터내셔널(Centrist Democrat International) 또는 기독교 민주주의 인터내셔널(Christian Democrat International)은 세계의 기독교 민주주의 정당들의 연합체이다. 1961년 칠레 산티아고에서 생성되었으며, 현재 본부는 벨기에 브뤼셀에 있다.

## 회원국
전체 목록이 아니다. 추가 바람

### 정식 회원국
- 독일 기독교민주연합
- 멕시코 국민행동당
- 브라질 사회민주당 (옵서버)
- 아르헨티나 페론주의 정의당
- 앙골라 완전 독립 민족 동맹
- 스페인 국민당
- 유럽 국민당
- 칠레 기독교민주당
- 사회민주당
- 프랑스 공화당
- 룩셈부르크 기독사회인민당

### 옵저버
- 브라질 사회민주당

## 같이 보기
- 유럽 국민당
- 아데나워재단
- 자유주의 인터내셔널
- 안드레스 파스트라나